# أحمد خميس
أحمد خميس واسمه الكامل: أحمد حافظ علي خميس (1925-2008) ممثل مصري.

## عنه
بدأ حياته بكتابة الشعر والأدب؛ بدايته عام 1950 في إذاعة القاهرة ثم إلى عمله كانت في إذاعة بي بي سي ثم إلى إذاعة ألمانيا وتركها وعاد إلى القاهرة عام 1973. كما عمل في تونس، وبريطانيا، وألمانيا.

## حياته
ولد الفنان المصري أحمد خميس في اليوم الثالث عشر من شهر يناير عام 1925 في مدينة القاهرة بمصر، يحمل الجنسية المصرية. بدأ حياته الفنية كشاعر وأديب وله الكثير من المؤلفات في الشعر والأدب، كان يقدمها خلال اللقاءات التلفزيونية، وكانت تنشر في الجرائد، وكان بعيداً عن مجال التمثيل بشكل نهائي حتى خاض أول تجربة له، واكتشف أنه يستطيع تجسيد العديد من الشخصيات وأنه يمتلك الموهبة القوية، تزوج من السيدة ليلى موسى وأنجب منها ابنة واحدة تدعى رانيا، توفي أحمد خميس في اليوم الثاني عشر من شهر أكتوبر لعام 2008 عن عمر يناهز 82 عام.

## البداية الفنية لأحمد خميس
بدأ الفنان أحمد خميس حياته الفنية شاعر وأديب وقد ألف الكثير من الكتب المصرية بها مجموعة من الدواوين الخاصة به، فكان عضو في اتحاد الكتاب المصري وقدم العديد من الأغنيات لكبار الفنانين في عالم السينما بمجرد صدفة.
ومن أشهر هذه الأعمال هي “الروابي الخضراء” وأغنية “عاشق السهر” ثم ألف عدد من الدواوين أشهرها “رباعيات أحمد خميس”، فكان يمتلك أكثر من موهبة في الفن، والتمثيل، والإذاعة، والشعر.
تم ترشيحه إلى دور ثانوي في فيلم “رسالة إلى الله” وذلك عام 1961 وقد شهد لهذا العمل الكثير من النقاد وأكدوا أنه يمتلك موهبة كبيرة واستطاع تجسيد الشخصية بكل براعة، وقد تم ترشيحه بعدها إلى دور البطولة المطلقة بسبب شخصيته المميزة وصوته القوي الذي استطاع أن يضعه في بعض الأدوار المحددة التي تحتاج إلى رجل قوي الشخصية.
ثم انتقل بعد ذلك إلى مجال الإذاعة في إذاعة “بي بي سي” وظل فيها أكثر من عام، وانتقل بعدها إلى إذاعة ألمانيا ولكنه لم يستمر فيها كثيراً، فقد كان يمتلك موهبة الإذاعة بسبب إتقانه اللغة العربية ومخارج الحروف لديه الصحيحة، ثم عاد إلى القاهرة مرة أخرى وذلك عام 1973 حتى يكمل مسيرته الفنية ويقدم العديد من الأعمال.

## أحمد خميس وأغنية الروابي الخضر
قدم الفنان أحمد خميس في نهاية عام 1954 أغنية بعنوان “الروابي الخضر” وذلك للفنان محمد عبد الوهاب فقد حققت هذه الأغنية نجاح كبير، وتحدثت عنها الإذاعة لفترة طويلة وقد تم إذاعتها كقصيدة في بعض البرامج في هذا الوقت، ومنها ليالي الشوق وصوت العرب، ثم قدم مجموعة من القصائد الأخرى للفنان محمد عبد الوهاب خلال مشواره الفني مما ساعده على الشهرة.

## حياته الشخصية
تزوج الفنان أحمد خميس في فترة الستينات من زميلة له كانت تعمل مذيعة في التلفزيون المصري اسمها “ليلى موسى” وبعد أن تعرف عليها اكتشف أنها ابنة الدكتور أحمد موسى وتقدم لخطبتها وتم الزواج عام 1961 وعاش معها حياة سعيدة، فقد كانت تعمل في مجال الإذاعة ثم انتقلت إلى مجال الإخراج وشاركت في الكثير من الأعمال التلفزيونية، خلال حياتها وأنجب منها ابنتهما الوحيدة “راندا”.

## التمثيل

### التلفزيون
شارك في عدد من المسلسلات منها داليا المصرية وزهور وأشواك ورأفت الهجان ومن الذي لا يحب فاطمة، كما شارك في عددٍ من المسلسلات الخليجية.

### السينما
وكانت بداية أحمد خميس في السينما من خلال «رسالة إلى الله» عام 1961) وأُتيحت له بعدها الفرصة لأداء أدوار البطولة المطلقة، لكنه عاد إلى الأدوار المساعدة التي تميَّز فيها بصوته القوي، ونطقه الصحيح المميَّز، كما اشتهر بأدائه لأدوار الأب.

### 1990 - 2005
| - إنت عمري 2005 - فيلم (د. علي عبدالحميد) - كارنتينا 2005 - مسلسل - الهـودج 2002 - مسلسل (صاحب الباب) - زمن عماد الدين 2002 - مسلسل (رضوان باشا طوسون) - شباب على الهوا 2002 - فيلم - طيور الشمس 2002 - مسلسل - الكمبيوتر 2000 - سهرة تليفزيونية - أوبرا عايدة 2000 - مسلسل (هارون الوكيل) - فيلم ثقافي 2000 - فيلم (فوزي - ضيف شرف) - أحلام مسروقة 1999 - فيلم - الحنين إلى الماضي 1999 - مسلسل (رضوان بيه) - أم كلثوم 1999 - مسلسل (أحمد شوقي) - ألف ليلة وليلة: ذات الخال 1998 - مسلسل (السلطان شاهنشاه - ضيف الحلقات) - القضاء في الإسلام ج8 1998 - مسلسل - إنهم يقتلون الحب 1998 - سهرة تليفزيونية (والد سهام) - ويأخذنا تيار الحياة 1998 - مسلسل - إثر حادث أليم 1997 - فيلم - الجسر 1997 - فيلم - القضاء في الإسلام ج7 1997 - مسلسل - بيت الأزميرلي 1997 - مسلسل - ذو النون المصري 1997 - مسلسل (النضر بن عبد الجبار) | - سعد اليتيم 1997 - مسلسل (الشيخ عقيل الزيات) - بيت الجمالية 1996 - مسلسل - حارة المحروسة 1996 - مسلسل (ضيف الحلقات) - دوائر الوهم والحب 1996 - مسلسل - من الذي لا يحب فاطمة؟ 1996 - مسلسل (أبو مارجريت) - الزيني بركات 1995 - مسلسل (شيخ الأزهر) - عظمة يا ست 1995 - مسلسل (ضيف شرف) - في بيتنا رجل 1995 - مسلسل - هي وهؤلاء 1995 - مسلسل - السيد كاف 1994 - فيلم (الحاج أبو العلا والد ليلى) - القضاء في الإسلام ج5 1994 - مسلسل - البحث عن زوج 1993 - مسلسل - الرقص مع الشيطان 1993 - فيلم (الرفاعي باشا) - الصديقان 1993 - فيلم (اللواء جنزوري) - القضاء في الإسلام ج4 1993 - مسلسل - خادمة ولكن 1993 - فيلم (سالم بك) - دموع صاحبة الجلالة 1993 - مسلسل (وزير الداخلية) - كلام رجالة 1993 - مسلسل - 2 ضد القانون 1992 - فيلم - الألبوم 1992 - سهرة تليفزيونية | - البحث عن طريق آخر 1992 - فيلم - الراقصة والشيطان 1992 - فيلم (حاتم ثروت) - ألف ليلة وليلة 1992 1925- مسلسل - القضاء في الإسلام ج3 1992 - مسلسل - الماضي لم يعد ملكي 1992 - فيلم - دكتوراه مع مرتبة الشرف 1992 - فيلم - رأفت الهجان ج3 1992 - مسلسل (شاؤول بلومبرج) - نوع آخر من الجنون 1992 - فيلم (الطبيب النفسي) - استوب 1991 - فيلم (محمد النعمان) - البريمو 1991 - مسلسل - العودة والعصفور 1991 - فيلم (خال ايمان) - ألف ليلة وليلة 1991 - مسلسل - اليوم المشهود 1991 - فيلم (ذهدى) - ضمير أبلة حكمت 1991 - مسلسل (وزير التربية والتعليم) - ناس هذا الزمن 1991 - مسلسل (د. صادق علام) - الشيطان يستعد للرحيل 1990 - فيلم - رأفت الهجان ج2 1990 - مسلسل - شباب على كف عفريت 1990 - فيلم (أبو حسين) - عشاق لا يعرفون الحب - 1990 - مسلسل - فتاة المافيا - 1990 - فيلم - (رئيس تحرير الجريدة) - قابيل وقابيل - 1990 - مسلسل - 1980:عذاب الحب |

### 1980 - 1989
| - أرملة رجل حي - 1989 - فيلم - (حمدي) - القضاء في الإسلام ج2 - 1989 - مسلسل - المحطة الأخيرة - 1989 - مسلسل - فضيحة العمر - 1989 - فيلم - ولاد الإيه - 1989 - فيلم - (د. نجيب شنديدي) - وللماضي ذكرى - 1989 - مسلسل - اللي معاه قرش - 1988 - مسلسل - حياتي - 1988 - برنامج - ضحية حب - 1988 - فيلم - (شوكت) - أسعد الله مساءك - 1987 - فيلم - (سليمان) - الزوجة تعرف أكثر - 1987 - فيلم - الطبري - 1987 - مسلسل - (شيخ آمل) - العصفور والأفعى - 1987 - مسلسل - العملاق - 1987 - فيلم - (حسنين) - القضاء في الإسلام ج1 - 1987 - مسلسل - (الشيباني) - راجل بسبع أرواح - 1987 - فيلم - (د.عبدالحميد) - عندما تشرق الأحزان - 1987 - فيلم - هذا الرجل - 1987 - مسلسل - (عبدالعظيم خال مديحة) - الأفيال - 1986 - مسلسل - الأنصار - 1986 - مسلسل - الحب فوق هضبة الهرم - 1986 - فيلم - (إمام المسجد) | - الحب وأشياء أخرى - 1986 - مسلسل - (د. زاهر) - اللاعب والدمية - 1986 - مسلسل - الورثة - 1986 - فيلم - أسيرات الحب - 1985 - مسلسل - الأبناء - 1985 - مسلسل - الصعود إلى القمة - 1985 - مسلسل - (الحكم المستنصر) - ألف ليلة وليلة: عروس البحور - 1985 - فوازير - القشرة الذهبية - 1985 - مسلسل - (د.رشاد) - حكايات هو وهي 1985 - مسلسل (نعيم) - رجب الوحش - 1985 - فيلم - (شوقي بيه) - ريـال فضة - 1985 - فيلم - زينب - 1985 - مسلسل - صراع الأيام - 1985 - فيلم - (بهاء بيه) - عبدالرحمن بن خلدون - 1985 - مسلسل - عفواً أيها القانون - 1985 - فيلم - (د. مجدي) - 2 على الطريق - 1984 - فيلم - (عميد الكلية) - أسود سيناء 1984 - فيلم - بحر الأوهام 1984 - فيلم (زيد - مدير المجلة) - جمال الدين الأفغاني - 1984 - مسلسل - (ناصر الدين شاه) - دعوة للحب - 1984 - مسلسل - رحلة المليون - 1984 - مسلسل | - رفقاً أيها الأبناء - 1984 - مسلسل (بركات) - جدعان باب الشعريه 1983 - فيلم (مدير إدارة المباحث) - كيدهن عظيم 1983 - فيلم (فهمي) - مسافرون - 1983 - مسلسل - (فخري) - جيران طيبين - 1982 - سهرة تليفزيونية - (والد منى) - حلاوة الروح 1982 - سهرة تليفزيونية (فتحي) - داليا المصرية - 1982 - مسلسل - (جمال) - رحلة عذاب - 1982 - مسلسل - من يطفئ النار - 1982 - فيلم - (شاكر) - أبواب المدينة ج1 - 1981 - مسلسل - (دكتور) - الإنسان يعيش مرة واحدة - 1981 - فيلم - (مدير مكتب وزير الصحة) - البريء - 1981 - مسلسل - (رشدي - ضيف الحلقات) - أنا لا أكذب ولكني أتجمل - 1981 - فيلم - خلف أسوار الجامعة - 1981 - فيلم - (حسن وصفى - عميد الكلية) - وتفضلوا بقبول الحب 1981 - مسلسل - استقالة عالمة ذرة 1980 - فيلم - الشريدة 1980 - فيلم (د. وجدي المحامي) - تحدي الأقوياء 1980 - فيلم (رئيس مباحث المخدرات) - عذاب الحب 1980 - فيلم (سالم أبو النور) - لا تظلموا النساء 1980 - فيلم (مأمور سجن النساء) - للزمن بقية 1980 - مسلسل (البدوي) |

### 1960 - 1979
| - الأيام 1979 - مسلسل (ضيف الحلقات) - الشك يا حبيبي - 1979 - فيلم (فهمي) - العملاق - 1979 - مسلسل (ضيف الحلقات) - الليل الطويل 1979 - مسلسل - الوليمة 1979 - مسلسل - قاتل ما قتلش حد 1979 - فيلم (طبيب المخ والأعصاب) - مع سبق الإصرار 1979 - فيلم (حسن احمد داود) - ولا عزاء للسيدات 1979 - فيلم (محمود بدر - مدير التحرير) - أذكريني 1978 - فيلم (عم منى) - أفواه وأرانب 1978 - مسلسل (كريم) - اللعبة 1978 - فيلم (شوقى بيه) - امرأة في دمي 1978 - فيلم - رحلة داخل امرأة 1978 - فيلم (وكيل النيابة) - وثالثهم الشيطان 1978 - فيلم (نجيب حمدى) - لص الثلاثاء 1977 - مسلسل - بعيدًا عن الأرض 1976 - فيلم (حسين (شقيق نوال) - وجها لوجه 1976 - فيلم (رئيس المباحث) - الرجل الثالث 1972 - مسلسل - فجر الإسلام 1971 - فيلم - حياتي 1970 - فيلم (حسن والد منى) | - أبو الهول الزجاجي 1968 - فيلم - عندما نحب 1967 - فيلم - فارس بني حمدان 1966 - فيلم - وداعًا أيها الليل 1966 - فيلم - الرجال لا يتزوجون الجميلات 1965 - فيلم (المهندس حسين) - العائلة الكريمة 1964 - فيلم (شكري - المحامي) - أنا وهو وهي 1964 - فيلم (صلاح) - الأيدي الناعمة 1963 - فيلم (سالم عبدالسلام) - الشيطان الصغير 1963 - فيلم (صديق مجدي) - وفاء للأبد 1962 - فيلم (نبيل خير - ضيف شرف) - رسالة إلى الله 1961 - فيلم (ميدو، عبد الحميد الصحفي) - عنتر بن شداد 1961 - فيلم (أخو عبلة) - أبو الفوارس مسلسل - الثأر سهرة تليفزيونية - الحقيبة الذهبية سهرة تليفزيونية - الخلع قبل الخبز أحيانا سهرة تليفزيونية - الرجل المناسب سهرة تليفزيونية - الزهور القاتلة سهرة تليفزيونية | - الصحوة سهرة تليفزيونية - الطير المهاجر سهرة تليفزيونية - القضية 512 مسلسل - الميراث سهرة تليفزيونية - الوصية فيلم - انه انسان سهرة تليفزيونية (صاحب الشركة) - بعد العبور سهرة تليفزيونية - بيت الأزميري مسلسل - بين الفقه والجمال والسياسة سهرة تليفزيونية - تحت المراقبة سهرة تليفزيونية - زهور وأشواك مسلسل - سر المهنة سهرة تليفزيونية - سور الأزبكية مسلسل اذاعي - صاحبة العصمة سهرة تليفزيونية - صقر السويس مسلسل اذاعي - عاشق الروح مسلسل اذاعي - علامة الاستفهام الاخيرة سهرة تليفزيونية مسلسل - فتحة وشبكة وكتب كتاب سهرة تليفزيونية (والد ليلى) - قطعة من الحديد الصديء سهرة تليفزيونية - لمعان السراب سهرة تليفزيونية - مصطفى كامل فيلم وثائقي/تسجيلي - وتمت بحمد الله سهرة تليفزيونية - وراء الستار أميرة |

### في الإذاعة
شارك الفنان أحمد خميس بدور قوي في الإذاعة المصرية ومنها الآتي:
- يعتبر من رواد الإذاعة فقد أنشأ إذاعة الإسكندرية المحلية.
- حصل على منصب مدير عام اتحاد الإذاعة والتليفزيون.
- شارك في تقديم برنامج “صوت مصر” الذي استمر لأكثر من عام.

## أعماله

### في الشعر
له دواوين شعرية عديدة منها "رباعيات أحمد خميس "وديوان الروابي الخضر" 1995.

### الأغاني
ألف عدة أغنيات منها «الروابي الخضراء»، «عاشق السهر»، «موكب الخالدين». تغنى بأشعاره كبار الفنانين والملحنين مثل محمد عبد الوهاب، وفريد الأطرش، ورياض السنباطي، وأحمد صدقي، وغيرهم.

## العضويات
- عضو اتحاد الكتاب المصريين.
- عضو المجالس القومية المتخصصة بمصر.

## الجوائز
حصل على عدة جوائز عن أشعاره الوطنية بعضها على مستوى رئاسة الجمهورية.

## ما كُتب عنه
ممن كتبوا عن شعره يوسف السباعي، وأنيس منصور، ومحمد محمود رضوان، وصلاح منتصر.

## الوفاة
توفي الفنان أحمد خميس عن عمر يناهز 82 عام وذلك في أكتوبر عام 2008 وتم دفنه في مقابر العائلة في الجيزة في أول طريق الفيوم، وحضر الجنازة زوجته المذيعة ليلى موسى وابنتهما الدكتورة راندا عمرها 45 عاماً، بالإضافة إلى عدد كبير من الفنانين منهم الفنان محمد متولي، والفنان أشرف زكي، والفنانة ميرفت أمين، والفنانة دلال عبد العزيز، فقد ودعت السينما المصرية رمز من رموز الفن الذين شاركوا في العديد من الأعمال الشهيرة.

## وصلات خارجية
- أحمد خميس على موقع أرشيف الشارخ.
- أحمد خميس على موقع IMDb (الإنجليزية)
- أحمد خميس على موقع الدهليز
- أحمد خميس على موقع قاعدة بيانات الأفلام العربية